# Понори

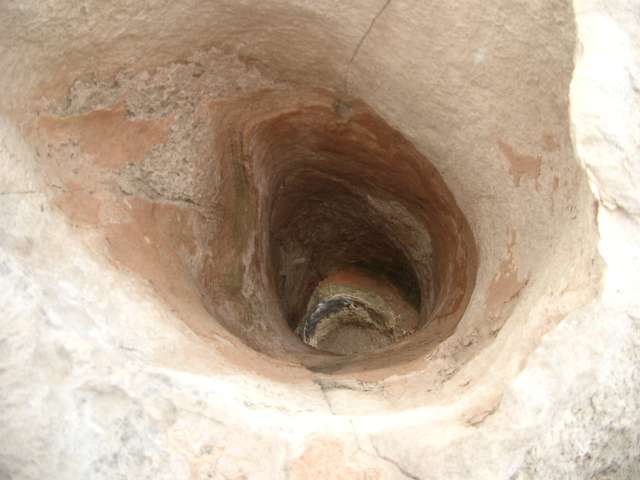

Поно́ри (від словен. ponor — «нора», «яма») або катавотри — природні отвори (в формі тріщин, каналів тощо), на поверхні закарстованого масиву, через які відбувається поглинання поверхневих вод і проникнення їх у глибинні шари земної поверхні (у басейн підземних вод). Являє собою природний отвір (тріщину) або порожнину будь-якої форми на поверхні карстових гірських порід, по яким стікає вглиб дощова, тала снігова та проточна вода. Понори утворюються зазвичай на дні карстових лійок чи в руслах зникаючих річок. Понор є індикатором карстування, тому завдяки понорам спелеологи знаходять можливі виходи печер на поверхню, хоча понор може бути виключно локалізованим.